# Elecciones estatales de Tamaulipas de 1983
Las Elecciones estatales de Tamaulipas de 1983 se llevaron a cabo el domingo 4 de diciembre de 1983 y en ellas se renovaron los siguientes cargos de elección popular en el estado mexicano de Tamaulipas:
- 43 ayuntamientos. Compuestos por un presidente municipal y regidores, electos para un período inmediato de 3 años no reelegibles de manera consecutiva.
- 20 diputados al Congreso del Estado. Electos por mayoría relativa de cada uno de los distritos electorales y 5 de representación proporcional.

## Resultados electorales

### Ayuntamientos[1]
| Partido | Partido                              | Municipios |
| ------- | ------------------------------------ | ---------- |
|         | Partido Revolucionario Institucional | 43         |

| Municipio          | Partido | Alcalde (1984-1986)                 |
| ------------------ | ------- | ----------------------------------- |
| Abasolo            |         | José Rodríguez González             |
| Aldama             |         | Raúl Rivera Cruz y Waldo Bolaños S. |
| Altamira           |         | Jacinto Márquez Romo                |
| Antiguo Morelos    |         | José Duarte Sandoval                |
| Burgos             |         | José Angel Adame Espinosa           |
| Bustamante         |         | Eleodoro Bernal Pérez               |
| Camargo            |         | José Lizandro Hinojosa              |
| Casas              |         | Mauro Martínez García               |
| Ciudad Madero      |         | J. Guadalupe Reyna Aguilar          |
| Cruillas           |         | Desconocido                         |
| Gómez Farías       |         | Juana Ma. Lara de Álvarez           |
| González           |         | Andrés Núñez Ramos                  |
| Güémez             |         | Santos Méndez Araujo                |
| Guerrero           |         | José Eloy Martínez Escamilla        |
| Gustavo Díaz Ordaz |         | José Rosas Navarro                  |
| Hidalgo            |         | Jesús Villanueva Perales            |
| Jaumave            |         | José Gudiño Cardiel                 |
| Jiménez            |         | Arsenio Cortina Flores              |
| Llera              |         | Mauro Camarillo Velázquez           |
| Mainero            |         | Juan Muñiz González                 |
| Mante              |         | Roberto Cárdenas Guevara            |
| Matamoros          |         | Jesús Roberto Guerra Velazco        |
| Méndez             |         | Marco Antonio Guerra Salinas        |
| Mier               |         | Ignacio Peña Alemán                 |
| Miguel Alemán      |         | Fabian Oscar Canales López          |
| Miquihuana         |         | Pablo Rodríguez Leal                |
| Nuevo Laredo       |         | Ricardo de Hoyos Arizpe             |
| Nuevo Morelos      |         | Donaciano Pérez Portes              |
| Ocampo             |         | Ignacio Herrera Hernández           |
| Padilla            |         | Reyes Grimaldo Mata                 |
| Palmillas          |         | Lucio Rodríguez Hernández           |
| Reynosa            |         | Miguel Valdés Revilla               |
| Río Bravo          |         | Bernardo Canchola Herrera           |
| San Carlos         |         | Agapito Aguilar Rodríguez           |
| San Fernando       |         | Efraín Garza Sánchez                |
| San Nicolás        |         | Nicolás Rodríguez                   |
| Soto la Marina     |         | Teodoro Herrera Sosa                |
| Tampico            |         | Gustavo González García             |
| Tula               |         | Armando Leos Morales                |
| Valle Hermoso      |         | Vidal Blanco Espinoza               |
| Victoria           |         | Jaime Rodríguez Inurrigarro         |
| Villagrán          |         | Santiago Saldívar Caballero         |
| Xicoténcatl        |         | Mauro Sánchez Vázquez               |

### Diputados al Congreso
| Partido                                                              | Partido | Mayoría relativa | Proporcional | Total |
| -------------------------------------------------------------------- | ------- | ---------------- | ------------ | ----- |
|                                                                      | PRI     | 15               | 2            | 17    |
|                                                                      | PARM    | 0                | 2            | 2     |
|                                                                      | PAN     | 0                | 1            | 1     |
| Fuente: Legislaturas del Congreso del Estado de Tamaulipas 1920-1998 |         |                  |              |       |